# Ariel Pérez-Lima
Ariel Perez-Lima es un actor mexicano, conocido por interpretar a Vicente Suárez en el documental Los Niños Héroes de Chapultepec (2017) y a Tito en Without Blood (2024).

## Filmografía

### Televisión
| Año  | Título                          | Papel          | Notas |
| ---- | ------------------------------- | -------------- | ----- |
| 2017 | Los Niños Héroes de Chapultepec | Vicente Suárez | [ 1 ] |

### Cine
| Año  | Título         | Papel        | Notas |
| ---- | -------------- | ------------ | ----- |
| 2024 | Without Blood  | Tito joven   | [ 2 ] |
| 2025 | Eterno Retorno | Mazatl joven |       |

### Teatro
| Año  | Título           | Papel         | Notas |
| ---- | ---------------- | ------------- | ----- |
| 2023 | Cempasúchil Drag | Catrín Charro | [ 3 ] |